# Смирновка (Соль-Ілецький міський округ)
Смирно́вка (рос. Смирновка) — село у складі Соль-Ілецького міського округу Оренбурзької області, Росія.

## Населення
Населення — 187 осіб (2010; 167 у 2002).
Національний склад (станом на 2002 рік):
- росіяни — 60 %